# Anthony Carrigan
Anthony Carrigan (Boston, 2 de janeiro de 1983) é um ator norte-americano. Desde 2018, ele interpretou o mafioso checheno NoHo Hank na série da HBO, Barry, pela qual foi indicado ao Primetime Emmy Award de Melhor Ator Coadjuvante em Série de Comédia em 2019. Ele também é conhecido por interpretar Tyler Davies na série de televisão The Forgotten (2009-2010), Victor Zsasz na série Gotham da FOX (2014-2019) e o robô Dennis Caleb McCoy em Bill & Ted Face the Music (2020).

## Vida pessoal
Desde a infância, Carrigan tem alopecia areata, uma doença autoimune que causa queda de cabelo. Ele teve sintomas leves crescendo com apenas pequenas e manejáveis pontos carecas, mas ele começou a perder mais cabelo em seus 20 anos e falou sobre usar maquiagem e sobrancelhas artificiais enquanto filmava The Forgotten. Ele agora é conhecido por sua completa falta de cabelo, sobrancelhas e cílios, e incorporou isso em sua carreira, muitas vezes sendo rotulado como um vilão da televisão.

## Filmografia

### Filmes
| Ano  | Título                    | Personagem                       | Notas       |
| ---- | ------------------------- | -------------------------------- | ----------- |
| 2011 | The Undying               | Jason Donovan / Elijah Parmenter |             |
| 2016 | Satanic                   | Anthony                          |             |
| 2018 | The Toll Road             | Darren                           | Filme curto |
| 2020 | Bill & Ted Face the Music | Dennis Caleb McCoy               |             |
| 2021 | Fatherhood                | Oscar                            |             |
| 2025 | Superman                  | Metamorpho                       |             |
| 2025 | Death of a Unicorn        |                                  |             |

### Televisão
| Ano       | Titulo                       | Função             | Notas                          |
| --------- | ---------------------------- | ------------------ | ------------------------------ |
| 2008      | Law & Order: Criminal Intent | H. Jack Walker III | Episódio: "Legacy"             |
| 2008      | Long Island Confidential     | Jake               | Filme de televisão             |
| 2009–2010 | The Forgotten                | Tyler Davies       | 17 episódios                   |
| 2011      | Parenthood                   | Cory Smith         | 5 episódios                    |
| 2012      | Hand of God                  | Jonathan           | Filme de televisão             |
| 2013      | Over/Under                   | Marino Puzzo       | Filme de televisão             |
| 2014–2015 | The Flash                    | Kyle Nimbus / Mist | 2 episódios                    |
| 2016      | The Blacklist                | Harris Holt        | Episódio: "The Vehm (No. 132)" |
| 2014–2019 | Gotham                       | Victor Zsasz       | 20 episódios                   |
| 2018      | Hard Sun                     | Mr. Weiss          | Episódio: "Sun Day"            |
| 2018–2023 | Barry                        | NoHo Hank          | 15 episódios                   |

## Prêmios e nomeações
| Ano  | Prêmio                                     | Categoria                                        | Trabalho indicado | Resultado |
| ---- | ------------------------------------------ | ------------------------------------------------ | ----------------- | --------- |
| 2019 | Screen Actors Guild Award                  | Melhor Performance de Elenco em Série de Comédia | Barry             | Indicado  |
| 2019 | Gold Derby TV Award                        | Ator Coadjuvante de Comédia                      | Barry             | Indicado  |
| 2019 | Online Film & Television Association Award | BMelhor Ator Coadjuvante em Série de Comédia     | Barry             | Indicado  |
| 2019 | Prémios Emmy do Primetime                  | Melhor Ator Coadjuvante em Série de Comédia      | Barry             | Indicado  |
| 2020 | Prêmios Critics' Choice Television         | Melhor Ator Coadjuvante em Série de Comédia      | Barry             | Indicado  |
| 2020 | Screen Actors Guild Award                  | Melhor Performance de Elenco em Série de Comédia | Barry             | Indicado  |